# Ophiopogon paniculatus
Ophiopogon paniculatus là một loài thực vật có hoa trong họ Măng tây. Loài này được Z.Y.Zhu mô tả khoa học đầu tiên năm 1994.